# Revisión (recognitio)
La revisión (en latín, recognitio) es un acto de la autoridad eclesiástica que toma conocimiento de un acto de otra autoridad u organismo subordinado y le da su visto bueno para que pueda surtir plenos efectos jurídicos.
Por el hecho de la revisión (a diferencia de la aprobación o confirmación) la autoridad revisora no asume el contenido del acto revisado, que sigue siendo propio de la autoridad u organismo subordinado que lo produce, ni cambia su valor jurídico. 
Generalmente se trata de un control previo de legalidad, o en ocasiones de carácter doctrinal. 
Se aplica, por ejemplo, a los estatutos de las asociaciones privadas de fieles y de las conferencias episcopales, a los decretos de los concilios provinciales o plenarios y a los decretos generales de las conferencias episcopales.